# 로버트 R. 샤퍼

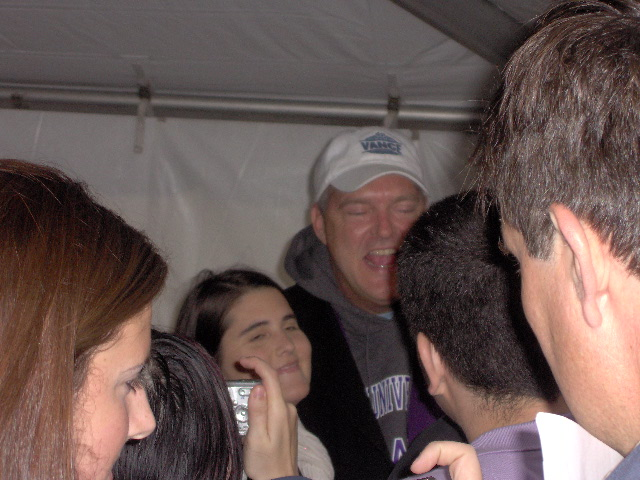

로버트 R. 셰이퍼(Robert R. Shafer, 1958년 4월 10일 ~ )는 미국의 배우, 영화 제작자이다.
찰스턴에서 태어났다.

## 출연 작품
- 어웨이큰 더 섀도우맨 (2017년)
- 피위의 빅 홀리데이 (2016년)
- 데이 원트 딕 딕스터 (2015년)
- 프렌디드 투 데스 (2013년) - 척 헨슨 역
- 로디드 (2013년)
- 논스톱 액시던트 (2012년) - 파일럿 역
- 메가 파이톤 VS 게토로이드 (2011년) - 지크 역
- 메가샤크 VS 크로코사우러스 (2010년)
- 더 골드 리트리버 (2009년)
- 씬스터스 (2009년) - 조지 역
- 리컨실리에이션 (2009년)
- 히트 웨이브 (2009년)
- 다크 허니문 (2008년)
- 올인 (2006년)
- 초커 (2005년)
- 에볼라 바이러스 (2001, Contagion)
- 싸이코 캅 2 (1993년)
- 인사이드 아웃 (1991년)
- 싸이코 캅 (1988년)
- 에코 파크 (1986년)

### 텔레비전
- 오피스 (2005-13)
- 더 영 앤 더 레스트리스 (2008)